# LibreCAD
리브레캐드(LibreCAD)는 2D 설계를 위한 자유 CAD (Computer-Aided Design) 응용프로그램이다. 리눅스, macOS, 유닉스 및 윈도우 운영 체제에서 작동한다.
LibreCAD는 큐캐드 커뮤니티 에디션(QCad Community Edition)의 포크로 개발됐었다. LibreCAD의 GUI는 Qt4 라이브러리를 기반으로하므로 동일한 방식으로 여러 플랫폼에서 실행된다.
대부분의 인터페이스 및 핸들 개념은 AutoCAD와 유사하므로 이러한 유형의 상업용 CAD 응용프로그램을 사용하는 사용자가 쉽게 사용할 수 있다.
LibreCAD는 큐캐드와 마찬가지로 AutoCAD DXF 파일 형식을 내부적으로 사용하여 파일을 가져오고 저장하며 다른 많은 파일 형식으로 내보낼 수 있다.

## GPLv3 대 GPLv2 논쟁
GNU LibreDWG(간단히 LibreDWG) 라이브러리는 GPLv3 하에서 배포되기 때문에 라이선스가 호환되지 않으므로 GPLv2 라이선스가 있는 LibreCAD (및 FreeCAD )에서는 사용할 수 없었다. GNU LibreDWG를 GPLv2로 재라이센스 하기 위해 FSF에 이러한 요청이 제출되었다. 이 논쟁은 보다 안정된 DWG를 지원하는 libdxfrw라는 새로운 GPLv2 라이센스 라이브러리를 작성함으로써 해결되었다.

## DXF
큐캐드의 커뮤니티 오픈소스코드에 기반하는 리브레캐드는 DWG파일을 DXF와 호환할 수 있는 MS 윈도우 및 리눅스 계열을 지원하는 몇 안 되는 주요한 무료 공개 CAD(Computer-Aided Design) 소프트웨어이다. DWG 파일 처리는 DXF 표준과 호환하기 위한 기술력이 요구된다.

## RC
리브레캐드 커뮤니티는 2020년 12월을 기해 2.2.0 RC(Release Candidate) 버전2를 빌드(build)용 프리뷰 릴리즈(preview release)로 배포하고 있다.
|                                         |
| (예시) 리브레캐드 2.2.0 프리뷰 빌드버전 |

## 폰트
리브레캐드는 전용폰트인 lff만을 안정적으로 지원하고 있다. 따라서 ttf를 지원하는 오토캐드(autocad)나 주요하게 otf를 지원하는 큐캐드(QCAD) 등과는 폰트 호환에서 별도의 과정을 거쳐야 한다. 리브레캐드의 한국어, 일본어, 중국어 지원 폰트는 WQY 프로젝트의 'wqy-unicode' 폰트이다. 또한  utf-8과 euc-kr의 코딩 방식도 폰트 호환성을 어렵게 하는 주요 걸림돌이다.

## 같이 보기
- QCad
- 드래프트 사이트